# Куэръял
 Куэръял  — деревня в Моркинском районе Республики Марий Эл. Входит в состав городского поселения Морки.

## География
Находится в юго-восточной части республики Марий Эл у юго-восточной окраины районного центра посёлка Морки.

## История
Деревня образована в 1988 году на базе жилых домов у комплекса крупного рогатого скота колхоза «Новый путь», построенного в 1974 году. В 2004 году в здесь имелось 30 хозяйств.

## Население
Население составляло 116 человек (мари 93 %) в 2002 году, 104 в 2010.